# جمعية كشافة بربادوس
جمعية كشافة بربادوس هي المنظمة الكشفية الوطنية في بربادوس. تتم إدارة الجمعية من قبل المجلس الكشفي الوطني ة الجمعية هي عضو في المنظمة العالمية للحركة الكشفية. تضم جمعية كشافة بربادوس 3738 عضو من الأولاد اعتبارا من عام 2008.
على الرغم من أن دستور الاتحاد وافق في 20 فبراير عام 1969، تم ظهور الكشافة في بربادوس منذ عام 1912.
تركز برنامج الجمعية في تطوير المواطنة الصالحة بين الأولاد عن طريق المساعدة في تكوين وتطوير الشخصية. وتدريبهم على العادات المراقبة والطاعة والاعتماد على الذات. وغرس الولاء والوطنية والشجاعة والتفكير باللآخرين. وتعليمهم خدمات مفيدة للمجتمع والحرف اليدوية المفيدة لأنفسهم. وتعزيز نموهم الجسدي والعقلي والخلقي والروحي.
الكشافة هي الأكثر نشاطا في بريدج تاون، العاصمة والمناطق المحيطة بها. ويقع المقر الرئيسي في هازيلوود، كوليمور الصخرة، وسانت مايكل.
الكشافة تنشط في أنشطة البحر الكاريبي وحضور العديد من المعسكرات والمهرجانات في الجزر المجاورة في منطقة البحر الكاريبي وكذلك في الخارج.
شارة عضوية جمعية كشافة بربادوس تتضمن ترايدنت واللون مخطط علم بربادوس.